# Lamium album
La falsa ortica bianca (nome scientifico Lamium album L., 1753) è una piccola pianta erbacea perenne dai bianchi fiori labiati appartenente alla famiglia delle Lamiaceae.

## Etimologia
Uno dei primi studiosi dell'antichità ad usare il nome generico di questo fiore (Lamium) è stato Plinio (Como, 23 – Stabia, dopo l'8 settembre 79), scrittore e naturalista latino, il quale ci indica anche una possibile etimologia: questo termine discenderebbe da un vocabolo greco ”laimos” il cui significato è “fauci – gola”. Ma potrebbe discendere anche da altre parole greche: ”lamos” (= larga cavità), oppure dal nome di una regina libica ”Làmia”. In quest'ultimo caso il collegamento esiste in quanto le mamme greche, per far star buoni i loro bambini, descrivevano questa regina come un mostro capace di ingoiarli (come del resto fa il fiore di questa pianta quando un bombo entra nel tubo corollino in cerca del nettare). Il colore dell'infiorescenza ha invece determinato l'epiteto specifico ”album” ( = bianco, in lingua latina).

Il binomio scientifico attualmente accettato (Lamium album) è stato proposto da Carl von Linné (Rashult, 23 maggio 1707 –Uppsala, 10 gennaio 1778), biologo e scrittore svedese, considerato il padre della moderna classificazione scientifica degli organismi viventi, nella pubblicazione Species Plantarum del 1753.

## Descrizione

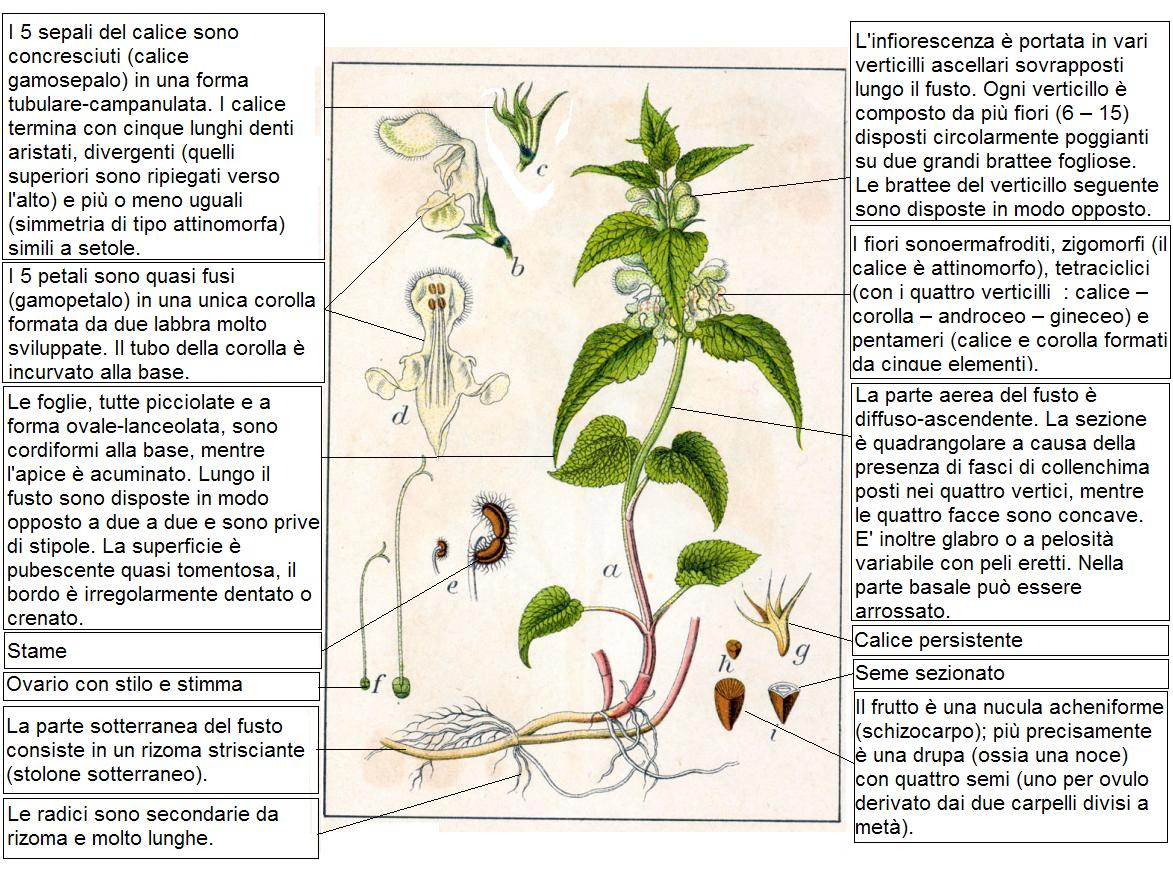
Descrizione delle parti della pianta

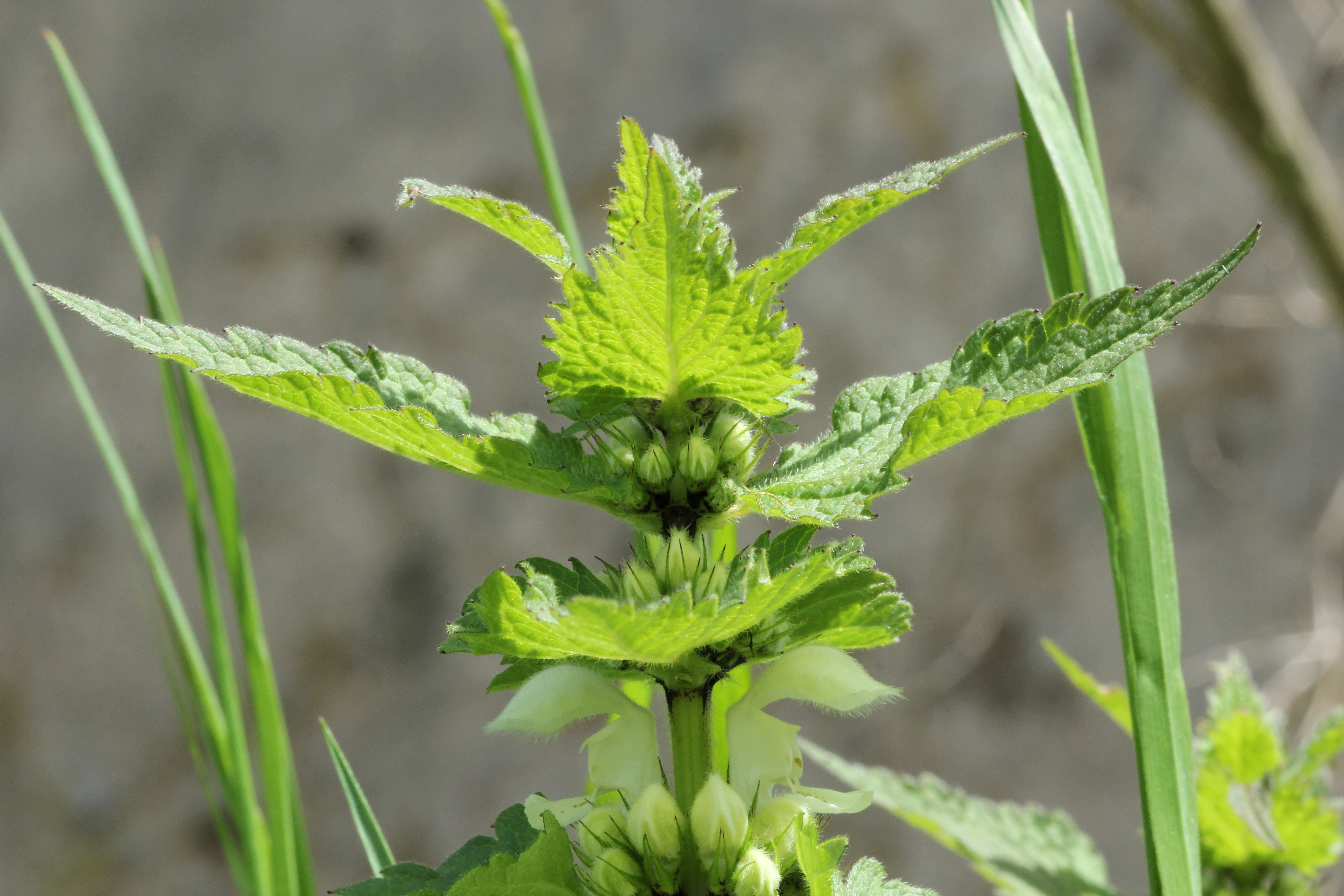
Il portamento

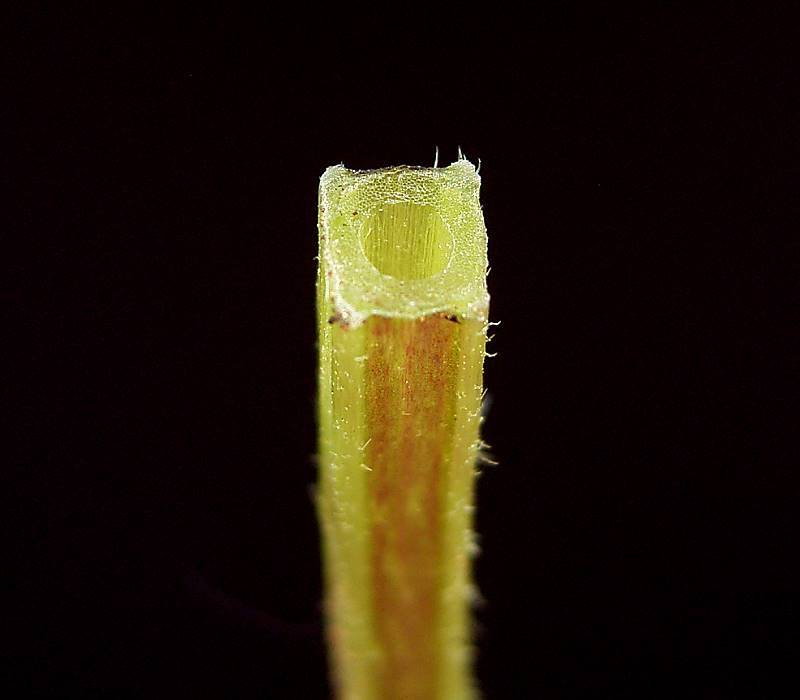
Fusto sezionato

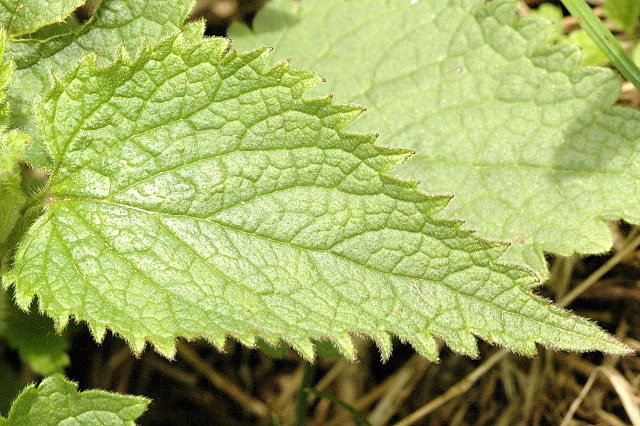
La foglia

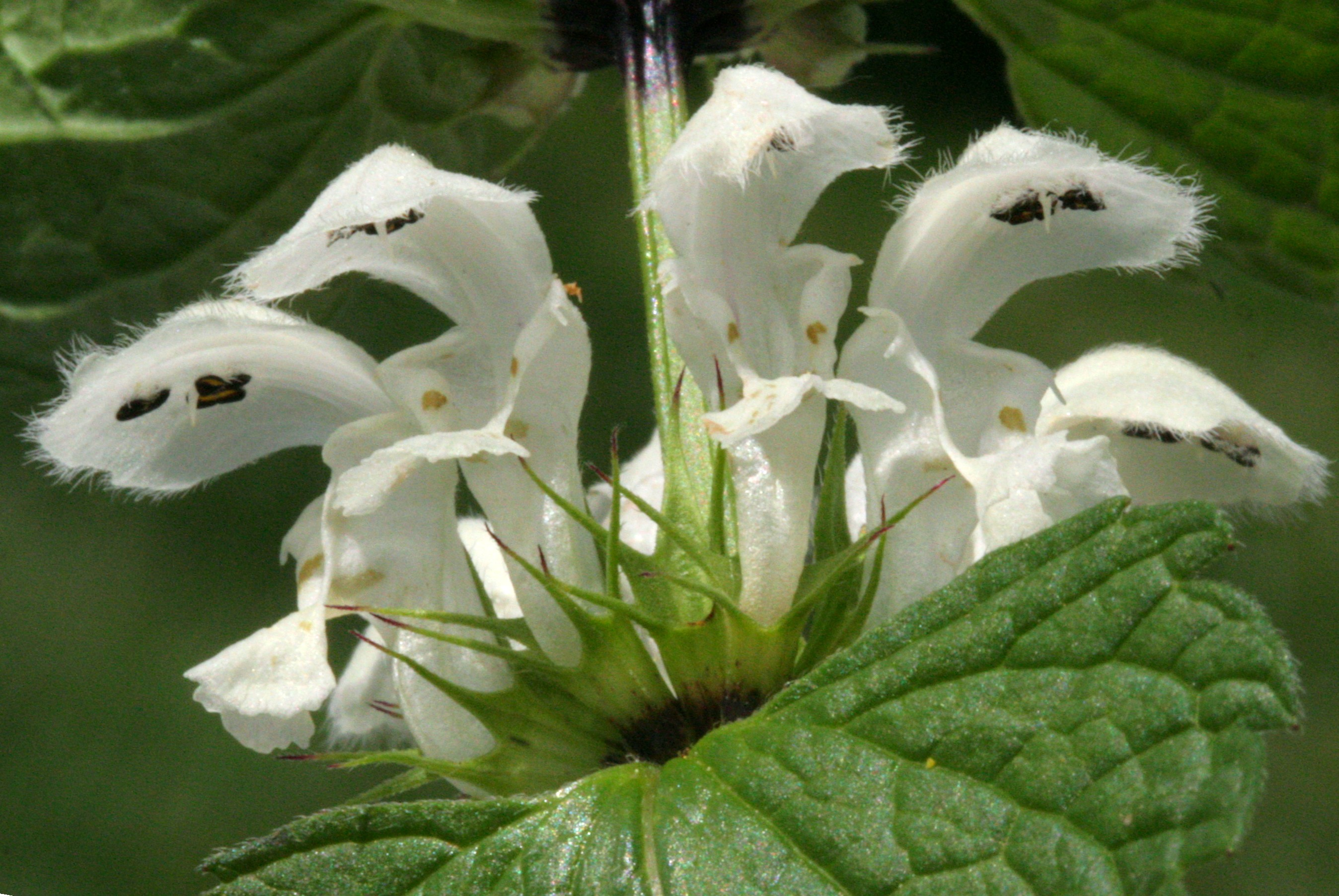
Infiorescenza

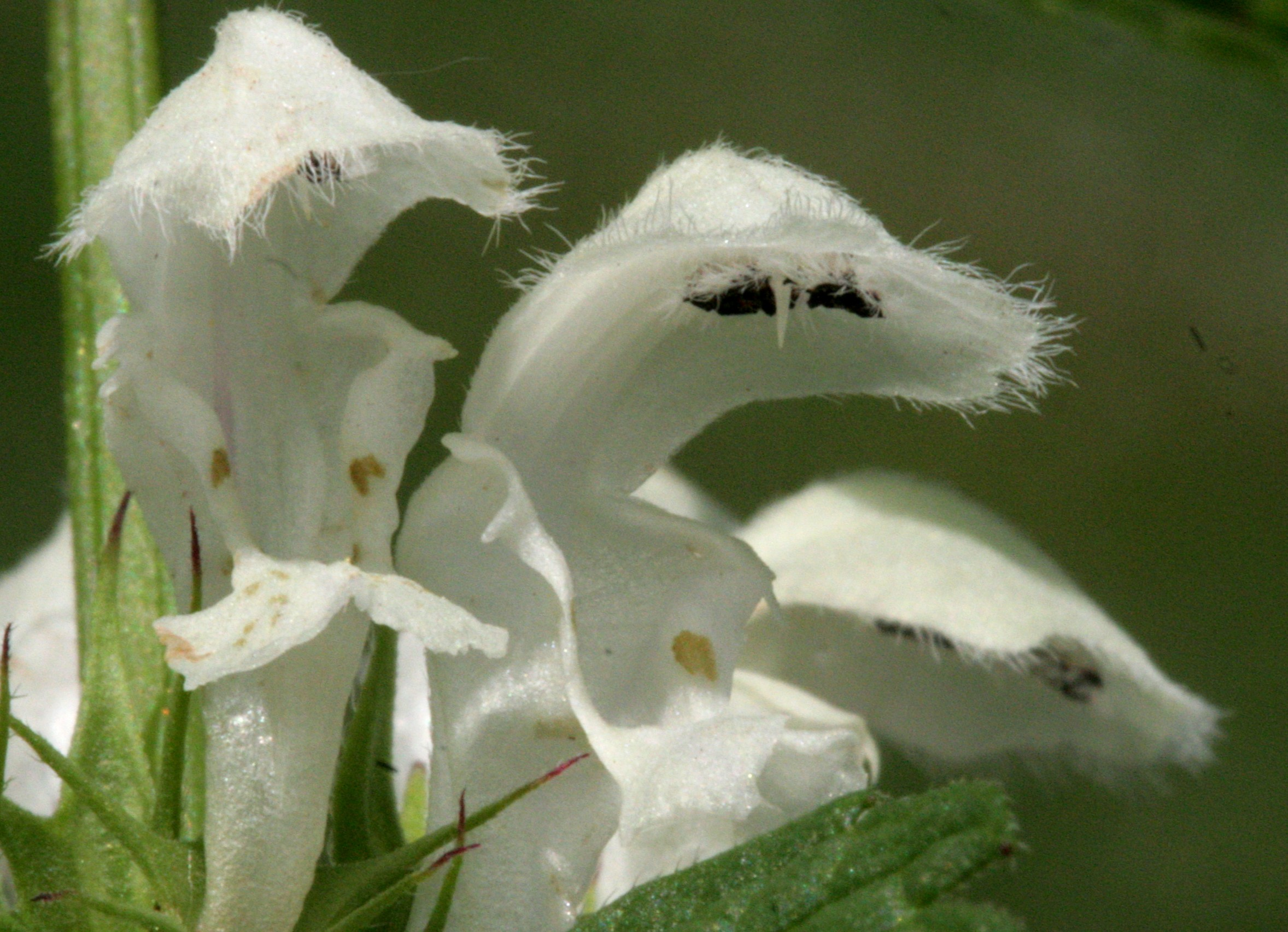
Il fiore

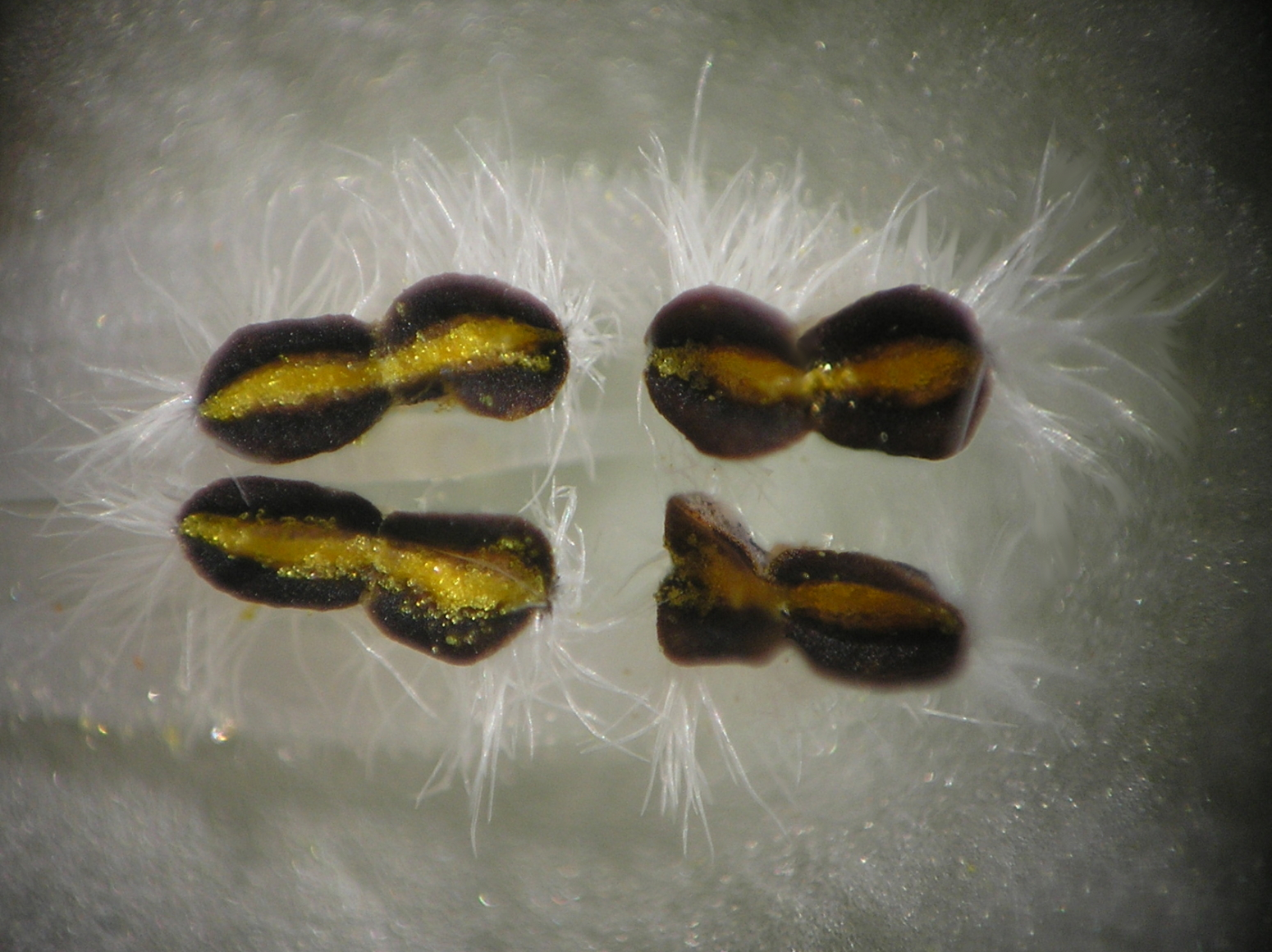
Le antere

La pianta in genere è poco pelosa anche se alcune parti (le foglie) sono quasi tomentose. L'altezza oscilla fra i 30 e i 50 cm (massimo 100 cm in condizioni ottimali). La forma biologica è emicriptofita scaposa (H scap), ossia è una pianta erbacea, perenne con gemme svernanti al livello del suolo e protette dalla lettiera o dalla neve, dotata di un asse fiorale più o meno eretto e con poche foglie.

### Radici
Le radici sono secondarie da rizoma e molto lunghe.

### Fusto
- Parte ipogea: la parte sotterranea del fusto consiste in un rizoma strisciante (stolone sotterraneo).
- Parte epigea: la parte aerea del fusto è diffuso-ascendente, raramente ramosa (eventualmente nella parte basale, se la pianta è più robusta). Il fusto ha una sezione quadrangolare a causa della presenza di fasci di collenchima posti nei quattro vertici, mentre le quattro facce sono concave; è inoltre glabro o a pelosità variabile con peli eretti; nella parte basale può essere arrossato.

### Foglie
Le foglie, tutte picciolate e a forma ovale-lanceolata, sono cordiformi alla base, mentre all'apice sono acuminate. Lungo il fusto sono disposte in modo opposto a due a due e sono prive di stipole. La superficie è pubescente quasi tomentosa (specialmente ai margini), il bordo è irregolarmente dentato o crenato e sulla pagina inferiore sono presenti delle evidenti nervature. Il colore delle foglie è verde scuro e spesso si presentano con delle macchie rosso-brunastre quasi violette nella zona centrale della pagina superiore. Lunghezza del picciolo: 1 – 2 cm (fino a 6 cm quelli più lunghi). Dimensione delle foglie: larghezza 3 – 4 cm; lunghezza 4 – 5 cm.

### Infiorescenza
L'infiorescenza è portata in vari verticilli ascellari sovrapposti lungo il fusto. Ogni verticillo è composto da più fiori (6 – 15) disposti circolarmente poggianti su due grandi brattee fogliose (o semplicemente foglie) lievemente staccate dall'infiorescenza vera e propria ma comunque sub-sessili. Le brattee del verticillo seguente sono disposte in modo alternato. Il colore del fiore è bianco (quasi giallastro) con macchie interne giallo-brune che servono da guida agli insetti pronubi.

### Fiore
I fiori sono ermafroditi, zigomorfi (il calice è attinomorfo), tetraciclici (con i quattro verticilli fondamentali delle Angiosperme: calice– corolla – androceo – gineceo) e pentameri (calice e corolla formati da cinque elementi). Sono inoltre omogami (autofecondanti), senza profumo (o solo un leggero aroma balsamico, però sgradevole) ma ricchi di nettare. Lunghezza del fiore: 20 – 25 mm.
- Formula fiorale. Per questa specie la formula fiorale della famiglia è la seguente:

X, K (5), [C (2+3), A 2+2], G (2), supero, drupa, 4 nucole
- Calice: i cinque sepali del calice sono concresciuti (calice gamosepalo) in una forma tubulare-campanulata e a struttura piuttosto rigida; è inoltre persistente. Il calice del tubo è lungo 1 – 2 volte il suo diametro e termina con cinque lunghi denti aristati, divergenti (quelli superiori sono ripiegati verso l'alto) e più o meno uguali (simmetria di tipo attinomorfa) simili a setole. La superficie del calice è percorsa da 5 – 10 nervature longitudinali. Dimensioni del tubo del calice: lunghezza 5 – 6 mm; diametro 2 – 3 mm. Lunghezza dei denti del calice: 6 – 8 mm.
- Corolla: i cinque petali sono quasi completamente fusi (gamopetalo) in un'unica corolla pubescente formata da due labbra molto sviluppate. Il tubo della corolla è incurvato alla base. Il labbro superiore (composta da due dei cinque petali concresciuti) è a forma di cappuccio ben sviluppato; in questo modo protegge gli organi di riproduzione dalle intemperie e dal sole. Il labello (labbro inferiore composta dal petalo inferiore – gli altri due rimanenti formano dei dentelli laterali appena percettibili – in effetti il labbro inferiore vien considerato tripartito) è anch'esso ben sviluppato e piegato verso il basso per fare da base di “atterraggio” agli insetti pronubi; è inoltre bilobo. Le fauci sono circondate da un anello di peli obliqui per impedire l'accesso ad insetti più piccoli e non adatti all'impollinazione. I bordi della corolla sono smarginati e pelosi. Le due labbra divergono di circa novanta gradi. La dimensione della corolla è generalmente maggiore di 20 mm (comunque la parte tubolare è lunga più o meno come il calice). Dimensione del tubo della corolla: lunghezza 7 – 8 mm; diametro 2 – 2,5 mm. Dimensione del labbro superiore: larghezza 6 mm; lunghezza 12 mm. Dimensione del labbro inferiore: 5 – 7 mm (massimo 1,2 cm). Dimensioni del lobo (del labbro inferiore) : larghezza 3 – 4 mm; lunghezza 4 – 6 mm. I lobi laterali sporgono per 1 –2 mm.
- Androceo: gli stami dell'Androceo sono quattro (didinami - due corti e due lunghi – quello mediano posteriore, il quinto stame, manca per aborto) e sono tutti fertili. Il paio posteriore è più breve, mentre l'altra copia è aderente al labbro superiore della corolla e sporge lievemente; tutti i filamenti sono paralleli tra di loro. Le antere hanno i lobi arrotondati a deiscenza longitudinale; sono inoltre conniventi. Le antere sono pelose (possiedono un ciuffo di peli lanosi biancastri); il loro colore è bruno scuro quasi viola.
- Gineceo: l'ovario del Gineceo è semi-infero (quasi supero) composto da quattro parti (quindi quattro ovuli) con logge a forma ovata, derivate da due carpelli: infatti ogni carpello è diviso in due parti da un falso setto divisorio. Lo stilo è semplice ed è inserito tra i carpelli alla base dell'ovario (stilo “ginobasico”). Lo stimma è bifido. Il nettare è nascosto sotto l'ovario.
- Fioritura: abbastanza continua da aprile a novembre.

### Frutti
Il frutto è una nucula acheniforme (schizocarpo); più precisamente è una drupa (ossia una noce) con quattro semi (uno per ovulo derivato dai due carpelli divisi a metà). Questo frutto nel caso delle Lamiaceae viene chiamato “clausa”. Le quattro parti in cui si divide il frutto principale, sono ancora dei frutti (parziali) ma monospermici (un solo seme) e privi di endosperma. I frutti si trovano all'interno del calice persistente. Dimensione della nucula: larghezza 1,5 – 1,7 mm; lunghezza 3 - 3,5 mm.

## Riproduzione
- Impollinazione: l'impollinazione avviene tramite insetti (impollinazione entomogama). Gli insetti sono il Bombo, ma anche le api. In effetti la corolla di queste piante è sorprendentemente conformata alle dimensioni e struttura dei Bombi. Quando questi insetti cercano di entrare nel tubo corollino per raggiungere i nettari (posti alla base dell'androceo) con le loro vibrazioni scuotono le antere poste all'interno del labbro superiore. In questo modo fanno scendere e quindi aderire al loro dorso peloso il polline della pianta. Visitando poi un altro fiore, parte di questo polline andrà a cadere sullo stimma provocando così l'impollinazione e la successiva fecondazione. Questo senz'altro è uno dei più interessanti mutui rapporti tra mondo animale e mondo vegetale per il raggiungimento di reciproci interessi. È da aggiungere comunque che qualora il tubo corollino si presentasse troppo stretto per prelevare il nettare, il Bombo allora si porta all'esterno del fiore e incomincia a rosicchiare la base della corolla raggiungendo così alla fine, per una via non naturale, il suo obiettivo: il nettare. In questo modo però si “rompe” il mutuo rapporto a favore solamente dell'insetto; il fiore non verrà impollinato e rimarrà sterile.[2]
- Riproduzione: la fecondazione avviene fondamentalmente tramite l'impollinazione dei fiori (vedi sopra).
- Dispersione: i semi cadendo a terra (dopo essere stati trasportati per alcuni metri dal vento – disseminazione anemocora) sono successivamente dispersi soprattutto da insetti tipo formiche (disseminazione mirmecoria).

## Distribuzione e habitat

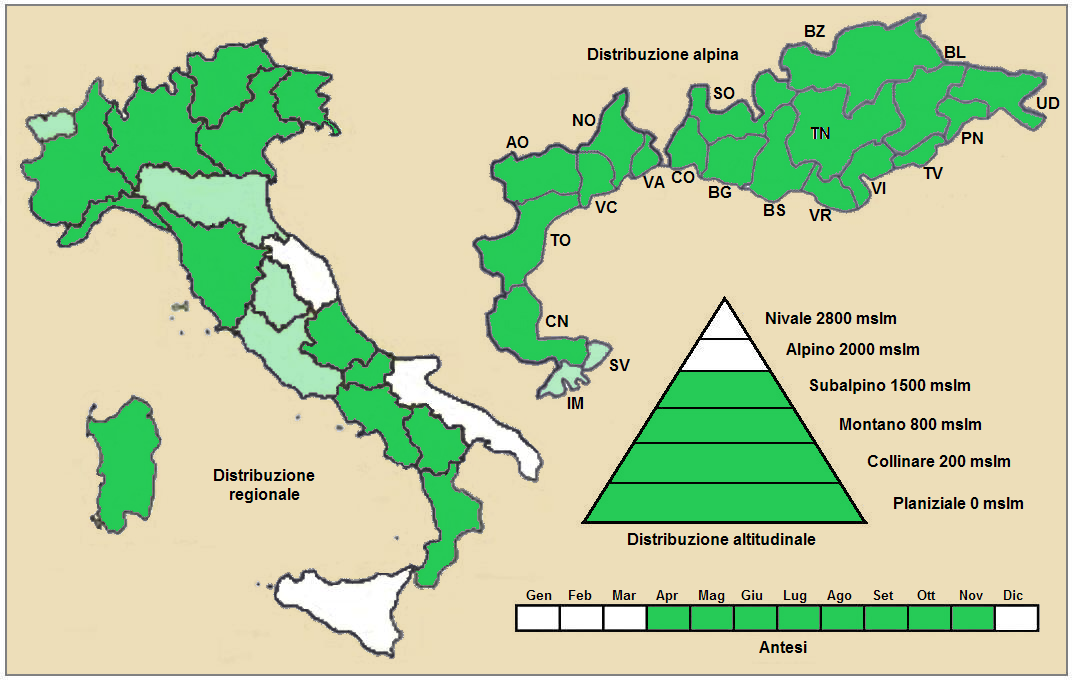
Distribuzione della pianta
(Distribuzione regionale – Distribuzione alpina)

- Geoelemento: il tipo corologico (area di origine) è Eurasiatico – Temperato.
- Distribuzione: questa pianta si trova su tutta la penisola italiana (escluse le isole); è comune al nord, meno comune al centro e sud. In Europa è presente più o meno ovunque. Si trova anche in Asia settentrionale e orientale ma temperata. Nell'America del nord (parte orientale) è stata introdotta durante il periodo coloniale e quindi si è naturalizzata.
- Habitat: l'habitat tipico per questa pianta sono gli incolti, le zone ruderali e depositi di rifiuti; ma anche i margine dei boschi e le siepi. Il substrato preferito è sia calcareo che siliceo con terreno a pH neutro ma ad alto contenuto nutrizionale (pianta nitrofila) e valori medi di umidità.[14]
- Distribuzione altitudinale: sui rilievi queste piante si possono trovare fino a 1200 m s.l.m. (massimo 2000 m s.l.m.); frequentano quindi i seguenti piani vegetazionali: collinare, montano e subalpino (oltre a quello planiziale).

## Fitosociologia
Dal punto di vista fitosociologico Lamium album appartiene alla seguente comunità vegetale:
Formazione : delle comunità perenni nitrofile
Classe : Artemisietea vulgaris
Ordine : Onopordetalia acanthii
Alleanza : Arction lappae

## Tassonomia
La famiglia di appartenenza della specie (Lamiaceae), molto numerosa con circa 250 generi e quasi 7000 specie, ha il principale centro di differenziazione nel bacino del Mediterraneo e sono piante per lo più xerofile (in Brasile sono presenti anche specie arboree). Per la presenza di sostanze aromatiche, molte specie di questa famiglia sono usate in cucina come condimento, in profumeria, liquoreria e farmacia. Il genere Lamium si compone di circa 20 - 30 specie gravitanti nella maggioranza dei casi attorno al bacino del Mediterraneo, una decina delle quali vivono spontaneamente in Italia. Nelle classificazioni meno recenti la famiglia Lamiaceae viene chiamata Labiatae.
La pianta di questa voce fa parte della sezione Lamiotypus, sezione caratterizzata dall'avere il tubo corollino contratto nella parte basale, un anello di peli nelle fauci della corolla e delle antere irsute.
Il numero cromosomico di L. album è: 2n = 18.

### Sottospecie
Per questa specie sono riconosciute le seguenti sottospecie:
- Lamium album subsp. barbatum (Siebold & Zucc.) Mennema, 1989
- Lamium album subsp. crinitum (Montbret & Aucher ex Benth.) Mennema, 1982 - Distribuzione: Anatolia.[16]

### Sinonimi
Lamium album ha avuto nel tempo diverse nomenclature. L'elenco seguente indica alcuni tra i sinonimi più frequenti:
- Lamium album Desf. (1798)
- Lamium album subsp. hyrcanicum  (A.P.Khokhr.) Menitsky
- Lamium album subsp. sempervirens  (A.P.Khokhr.) Menitsky
- Lamium album subsp. transcaucasicum  (A.P.Khokhr.) Menitsky
- Lamium album subsp. turkestanicum  (Kuprian.) Kamelin & A.L.Budantsev
- Lamium album var. brachyodon  Bordz.
- Lamium album var. parietariifolium  (Benth.) Nyman
- Lamium album var. roseum  Dumort.
- Lamium album var. viciosoi  Pau
- Lamium barbatum Siebold & Zuccarini (1845)
- Lamium brachyodon (Bordzilowski) Kuprian. (1951)
- Lamium capitatum Sm. in Rees (1811)
- Lamium dumeticola Klokov
- Lamium hyrcanicum  A.P.Khokhr.
- Lamium niveum  Rchb.f.
- Lamium parietariifolium  Benth.
- Lamium petiolatum Royle ex Bentham. (1833)
- Lamium sempervirens  A.P.Khokhr.
- Lamium sempervirens  Khokhr.
- Lamium transcaucasicum  A.P.Khokhr.
- Lamium turkestanicum  Kuprian.
- Lamium vulgatum  Benth.

Sinonimi della sottospecie barbatum
- Lamium album var. barbatum  (Siebold & Zucc.) Franch. & Sav.
- Lamium album var. kitadakense  N.Yonez.
- Lamium album subsp. orientale  Kamelin & A.L.Budantsev
- Lamium barbatum  Siebold & Zucc.
- Lamium barbatum var. glabrescens  C.Y.Wu & S.J.Hsuan
- Lamium barbatum var. hirsutum  C.Y.Wu & S.J.Hsuan
- Lamium barbatum var. rigidum  C.Y.Wu & S.J.Hsuan
- Lamium takeshimense  Nakai

Sinonimi della sottospecie crinitum
- Lamium crinitum Montbret & Aucher ex Benth.
- Lamium leucolophum  Hausskn. ex R.R.Mill
- Lamium oreades  Azn.
- Lamium persicum  Boiss. & Buhse
- Lamium petiolatum  Royle ex Benth.
- Lamium robertsonii  Boiss.
- Lamium setidens  Freyn

### Specie simili
Questa pianta può facilmente essere scambiata per un'ortica (anche se le due specie appartengono a famiglie diverse: Urticaceae è la famiglia per le “ortiche” vere). Lamium album si distingue soprattutto per la sezione del fusto: quadrata nelle piante del genere Lamium, circolare nelle “ortiche” vere e proprie. Mentre le foglie sono molto simili: da qui il nome comune (“Falsa ortica”) derivato da credenze antiche anche se naturalmente queste piante sono totalmente prive di peli urticanti e quindi non pungono (da qui un altro nome popolare: “Ortica morta”). Molto simili tra di loro sono invece alcune specie dello stesso genere che vivono nella fascia alpina. L'elenco seguente mette in risalto le differenze morfologiche di queste specie:
- Lamium album L. - Falsa ortica bianca: si distingue subito per il colore bianco dell'infiorescenza.
- Lamium amplexicaule L. - Lamio a foglie abbraccianti: l'infiorescenza è purpurea; le foglie hanno degli apici arrotondati e sono abbraccianti; la pianta è annua ed è alta 8–30 cm con fiori grandi 13–18 mm.
- Lamium galeobdolon L. - Falsa ortica gialla: si distingue subito per il colore giallo dell'infiorescenza.
- Lamium maculatum L. - Falsa ortica macchiata: l'infiorescenza è purpurea; le foglie hanno un apice acuto; la pianta è perenne ed è alta 15–30 cm con fiori grandi 20–30 mm.
- Lamium orvala L. - Falsa ortica maggiore: l'infiorescenza è purpurea; la pianta è grande (massimo 100 cm) e i fiori sono i più grandi (25 – 40 mm).
- Lamium purpureum L. - Lamio purpureo: l'infiorescenza è purpurea; la pianta è piccola (massimo 20 cm) e i fiori sono piccoli (7 – 12 mm).

## Usi

### Farmacia
- Sostanze presenti: oli eterei (all'interno di peli ghiandolari), mucillagini, tannino, saponine e sali di potassio. In particolare dagli estratti della pianta si ha una percentuale del 9% circa di tannino (titolazione del Wollmer), 0,14% di saponine acide e 0,05% di un “eteroside”[2].
- Proprietà curative: le foglie acri e amare sono considerate (secondo la medicina popolare) vulnerarie (guarisce le ferite), antispasmodiche (attenua gli spasmi muscolari, e rilassa anche il sistema nervoso), depurative (facilita lo smaltimento delle impurità), espettoranti (favorisce l'espulsione delle secrezioni bronchiali), risolventi in generale, toniche (rafforza l'organismo in generale) e astringenti (limita la secrezione dei liquidi). Tutta la pianta possiede anche un'azione vaso-costrittrice nei riguardi dell'utero (tonico uterino). Sembra che anche le radici abbiano delle proprietà positive nei confronti dei calcoli renali.[2][17]
- Parti usate: le foglie e i fiori (soprattutto la parte fiorita apicale) che sono raccolti da maggio ad agosto e sono utilizzati sotto forma di infusi

### Cucina
In qualche caso queste piante vengono utilizzate come ortaggio: se lessate hanno un sapore paragonabile agli spinaci. In Francia i giardinieri di Vitry (nei pressi della Senna) fanno un'eccellente minestra. È utilizzata anche come pianta mielifera.

### Giardinaggio
L'utilizzo di questa specie da parte dell'uomo è circoscritto principalmente al giardinaggio grazie anche alla sua vistosa fioritura, ma anche al fogliame variegato. Inoltre, se la pianta è sistemata in una zona riparata ma fresca, la fioritura viene mantenuta per lunga parte dell'anno in quanto i fiori si succedono quasi ininterrottamente fino in agosto inoltrato.

## Galleria d'immagini

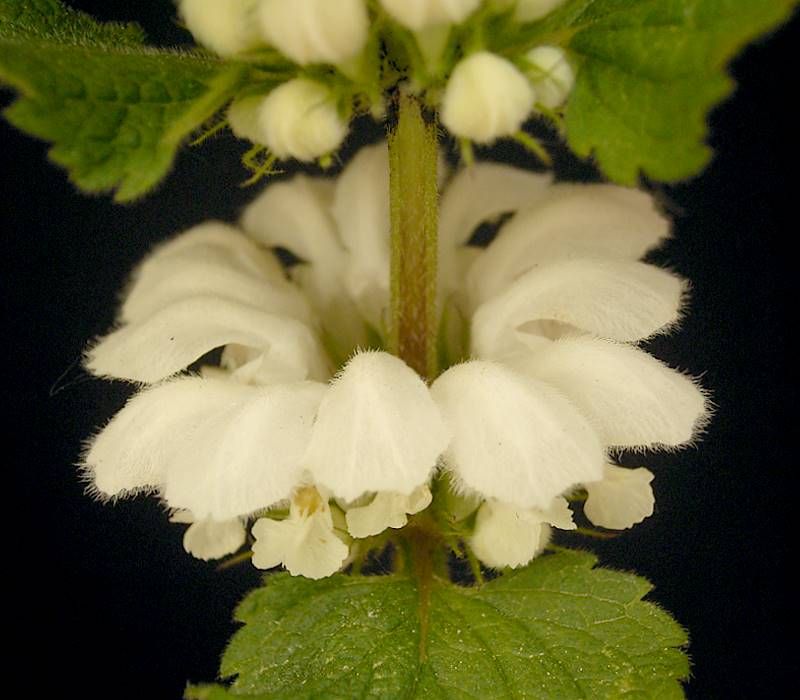
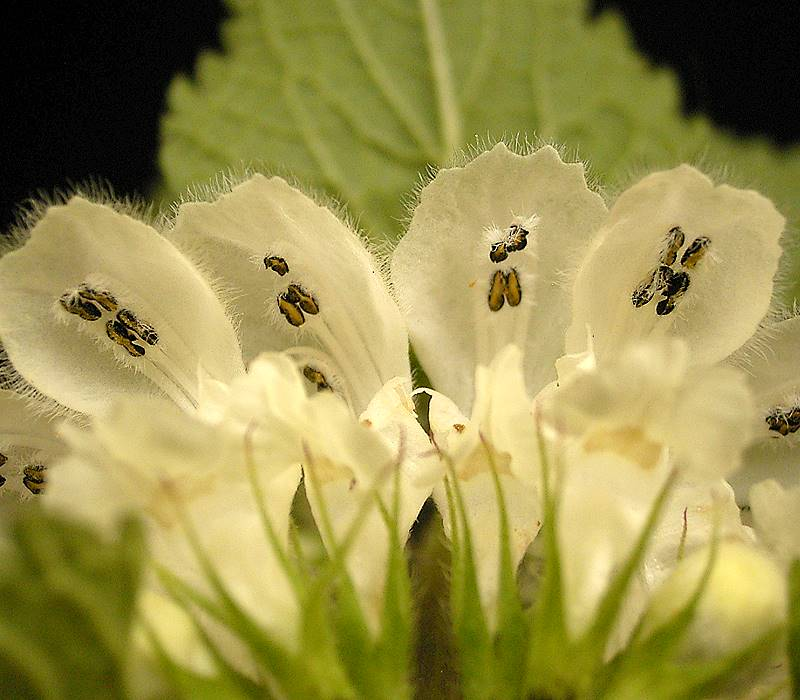
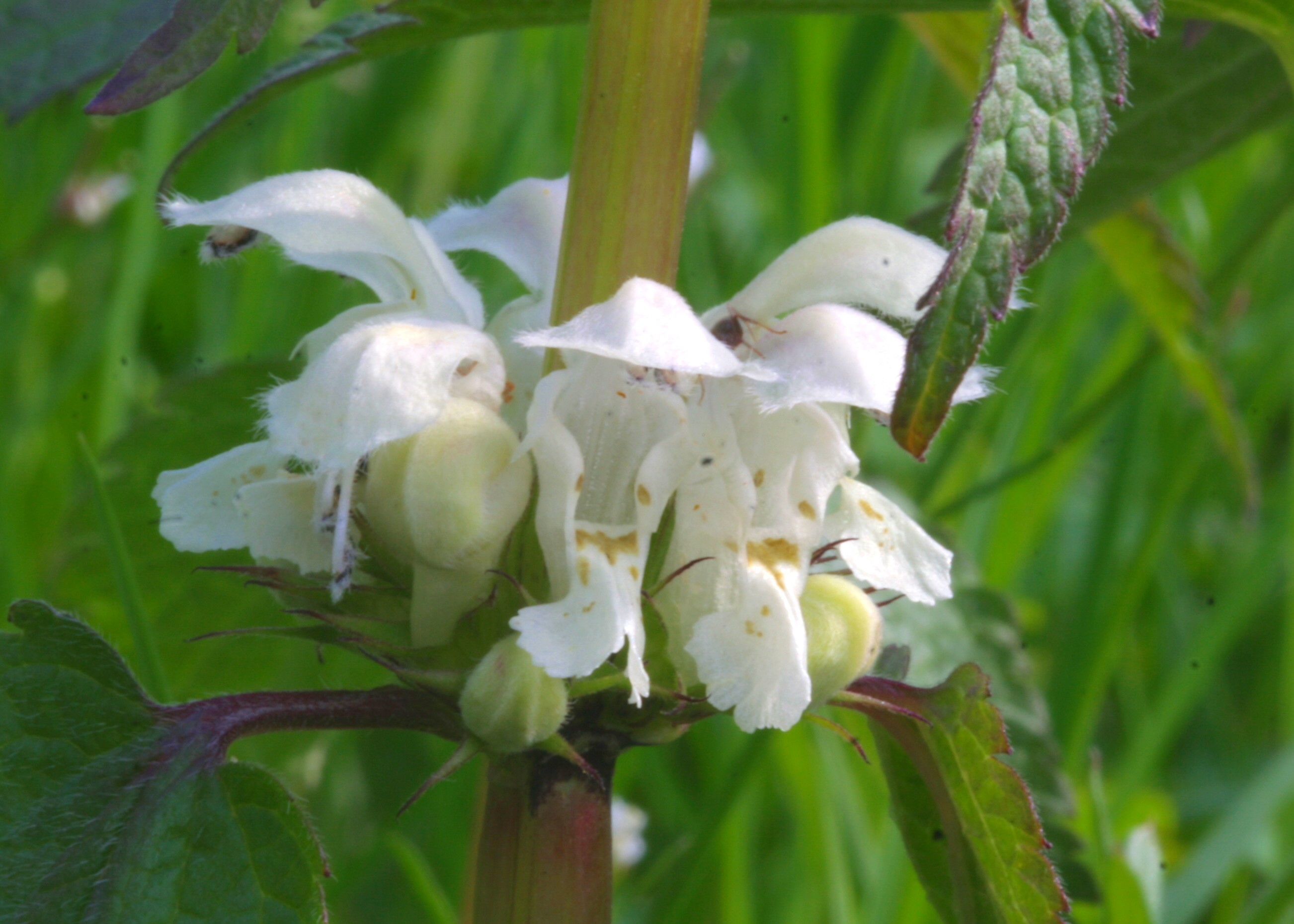
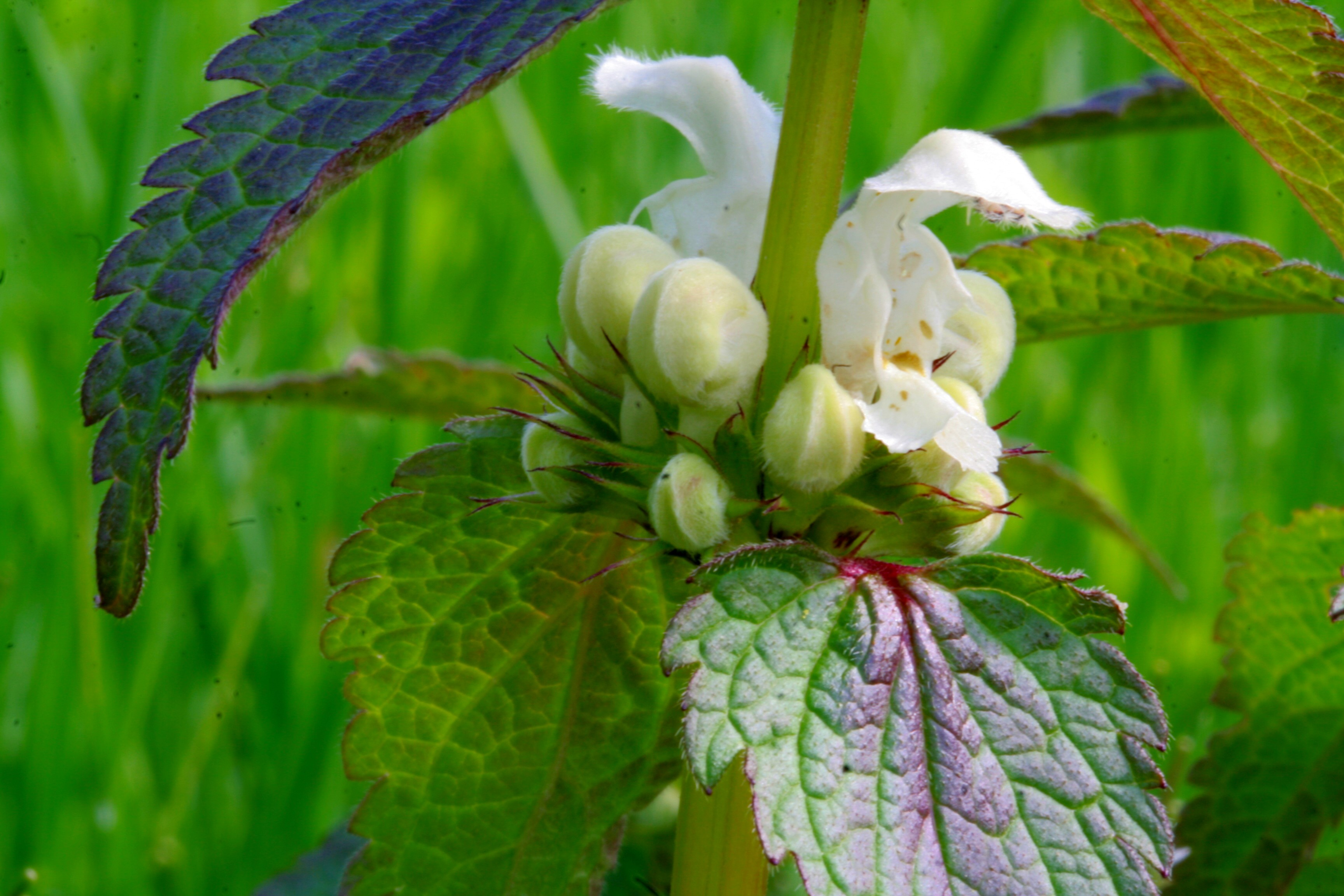